# 緬甸海岸警衛隊
緬甸海岸警衛隊是緬甸的海上執法機構，旨在保護該國在海洋的藍色經濟，包括海上旅遊、貿易、深水港服務、海上鑽井及天然氣開採、漁業等，同時防止海域的非法入侵，並維護海事安全和法治。
緬甸海岸警衛隊在確保該國的海洋利益的職責相當於陸上警察，負責執行海上受難者的搜索和救援，並致力於海洋環境保護、監測緬甸海域的水下和水上活動。

## 歷史

### 背景
緬甸原是亞洲少數未設立專門於海上巡邏的執法部隊的國家，該國的海事安全由海軍和警察部隊的水上警察負責維護。惟對於海事行動的需求後來已超出前兩者可負擔的能力範圍，而新的準軍事組織在行動能力和外交利益方面具有優勢。
2019年3月14日，緬甸國防部副部長向眾議院提交一份關於建立國家海岸警衛隊的議案，當時文官政府的政策是將國家安全事務「平民化」，因此希望將海岸警衛隊設立於交通和通訊部或總統辦公室之下。但根據《2008年緬甸憲法》，該國所有的武裝力量皆由國防軍總司令指揮。

### 建立
最初由時任國務資政翁山蘇姬領導的全民聯政府於2018年以解決毒品、人口販運和非法捕魚為目的發起籌組。在2021年2月政變爆發、軍政府上台後，緬甸海岸警衛隊由國防軍總司令敏昂來於2021年10月6日在迪拉瓦港主持成立，隸屬於國防部 ，並與緬甸海軍、畜牧水產和農村發展部、國家計劃和經濟發展部及警察部隊密切合作，職責是保護該國1,930公里長的沿海領土和領海，總範圍約達23,070平方公里，涵蓋約1,000座島嶼。

## 船艦
緬甸海岸警衛隊成立後使用4艘前海軍巡邏艦，舷號分別為P 311、P 312、P 411和P 412。